# KM (Ekranoplan)
Das KM (für корабль-макет, russisch etwa für „Schiffsvorführmodell“), auch bekannt unter den Namen „Kaspisches Seemonster“ oder „Monster des Kaspischen Meeres“, war ein Bodeneffektfahrzeug-Typ, der vom sowjetischen Schiffs- und Flugzeugkonstrukteur Rostislaw Jewgenjewitsch Alexejew entworfen und von Nikita Chruschtschow gefördert wurde.

## Geschichte
Das KM wurde in den Jahren 1964 und 1965 in Gorki entwickelt und gebaut. Ein vorangegangenes Modell im Maßstab 1:5 trug die Bezeichnung SM-8. Am 22. Juni zu Wasser gelassen, wurde der Rumpf innerhalb eines Monats wegen Geheimhaltung nur nachts auf der Wolga bis Kaspisk am Kaspischen Meer transportiert; sein Erstflug erfolgte am 18. Oktober 1966 (nach anderen Angaben am 11. Oktober). In den folgenden knapp anderthalb Jahrzehnten wurde es durchgängig zu Testzwecken genutzt. Da dies auch seine ursprüngliche Bestimmung darstellte, war es auf keinen Einsatzbereich hin speziell entworfen worden. Grundsätzlich waren jedoch zwei Arten von Einsätzen denkbar: der als Truppentransporter und der als Träger von Mittelstreckenraketen. Eine Erfassung durch feindliches Radar wäre zur damaligen Zeit aufgrund der geringen Flughöhe nur schwer möglich gewesen, eine Erfassung durch Sonar aufgrund des fehlenden Wasserkontakts sogar unmöglich.
Bei einem seiner Flüge erreichte das KM eine Gesamtmasse von 544 Tonnen – ein Rekord, der erst von der Antonow An-225 „Mrija“ übertroffen wurde. Im Jahr 1980 ging ein Exemplar bei einem Unfall verloren: Der Pilot hatte offenbar versucht, bei nicht vollem Schub zu starten, woraufhin der Ekranoplan auf die Wasseroberfläche prallte und sank; Opfer waren nicht zu beklagen. Anscheinend wurde auch eine Bergung in Betracht gezogen, die dann jedoch am immensen Gewicht des KM scheiterte.
Über die Anzahl der gebauten Exemplare gibt es keine gesicherten Angaben, sie schwanken zwischen eins und acht. Auffällig ist jedoch, dass im Gegensatz zur Lun und zur A-90 Orljonok keine aktuellen Fotos oder Satellitenaufnahmen existieren, was dafür spricht, dass nur das oben genannte Exemplar gebaut wurde. Für die unterschiedlichen Angaben könnte gesorgt haben, dass auf Fotos verschiedene Nummerierungen 01, 02, 04, 07, und 08 zu sehen sind. Die verschiedenen Zahlen sollen jedoch lediglich auf die unterschiedlichen Phasen der Erprobung Bezug nehmen.

## Konstruktion
Das KM hatte eine Länge von etwa 100 m, eine Spannweite von etwa 40 m und besaß bei maximaler Zuladung ein Gewicht von rund 550 Tonnen. Der Antrieb erfolgte durch insgesamt zehn Strahltriebwerke, von denen acht über dem Cockpit und zwei am Heck angebracht waren. Die vorderen acht wurden hauptsächlich für den Start benötigt, während die hinteren beiden als Marschtriebwerke dienten. Das KM erreichte üblicherweise Geschwindigkeiten von gut 400 km/h.

## „Kaspisches Seemonster“
Den Spitznamen „Kaspisches Seemonster“ erhielt das KM 1967 von US-amerikanischen Geheimdienstanalytikern, die es auf Satellitenfotos entdeckten und zunächst nichts mit dem Gefährt anzufangen wussten.

## Technische Daten
| Kenngröße                     | Daten (KM-1)                                                |
| ----------------------------- | ----------------------------------------------------------- |
| Länge                         | 92,00 m                                                     |
| Flügelspannweite              | 37,60 m                                                     |
| Spannweite des Höhenleitwerks | 37,00 m                                                     |
| Höhe                          | 21,80 m                                                     |
| Flügelfläche                  | 662,50 m²                                                   |
| Leermasse                     | 240 t                                                       |
| max. Startmasse               | 544 t                                                       |
| Triebwerk                     | 10 × Dobrynin -WD-7-Strahltriebwerke mit je 13.000 kp Schub |
| Höchstgeschwindigkeit         | 500 km/h                                                    |
| Reisegeschwindigkeit          | 430 km/h                                                    |
| Flughöhe                      | 4–14 m                                                      |
| Reichweite                    | 1500 km                                                     |

Die im Internet zu findenden Angaben variieren stark, da das KM mehrfach modifiziert wurde und daher Maße zwischen 92 und 106 Meter Länge und  32 und 40 Meter Breite erreicht wurden.